# Дикон
Дикон (фр. Diconne) насеље је и општина у источном делу централне Француске у региону Бургоња, у департману Саона и Лоара која припада префектури Луан.
По подацима из 2011. године у општини је живело 351 становника, а густина насељености је износила 22,02 становника/km². Општина се простире на површини од 15,94 km². Налази се на средњој надморској висини од 200 метара (максималној 215 m, а минималној 188 m).

## Демографија
| 1962. | 1968. | 1975. | 1982. | 1990. | 1999. | 2011. |
| ----- | ----- | ----- | ----- | ----- | ----- | ----- |
| 343   | 389   | 372   | 302   | 292   | 215   | 351   |

График промене броја становника у току последњих година